# رالف أوغدن
رالف أوغدن (بالإنجليزية: Ralph Ogden)‏ مواليد 25 يناير 1948، هو لاعب كرة سلة أمريكي سابق. بدأ مسيرته الاحترافية في سنة 1970. تم اختياره من قبل فريق غولدن ستايت ووريورز خلال الدرافت. لعب في الرابطة الوطنية لكرة السلة. حمل الرقم 22. يبلغ طوله 6 قدم 5 بوصة (2.0 م). اعتزل اللعب في 1971.

## روابط خارجية
- رالف أوغدن على موقع إن بي أي (الإنجليزية)
- رالف أوغدن على موقع سبورتس رفرنس (الإنجليزية)
- رالف أوغدن على موقع كلية كرة السلة في سبورتس رفرنس.كوم (الإنجليزية)
- رالف أوغدن على موقع ريلجم (الإنجليزية)
- رالف أوغدن على موقع بروبوليرز (الإنجليزية)